# Jon Iruarrizaga
Jon Koldo Iruarrizaga Arteche, kurz Jon Iru, (* 31. März 1993 in Bilbao) ist ein spanischer Fußballspieler.

## Karriere
Jon Iru begann seine Karriere bei Athletic Bilbao. Im August 2011 spielte er erstmals für das Farmteam CD Baskonia in der Tercera División. Im August 2012 wurde er an den Drittligisten Sestao River verliehen. Sein Debüt in der Segunda División B gab er im Oktober 2012 gegen Athletic Bilbao B.
Im Sommer 2013 kehrte er zu Bilbao zurück, wo er ab sofort in der Segunda División B für Bilbao B zum Einsatz kam. Mit Bilbao B konnte er 2014/15 in die Segunda División aufsteigen. Sein Debüt in der zweithöchsten spanischen Spielklasse gab er am ersten Spieltag der Saison 2015/16 gegen den FC Girona. Mit Bilbao B musste er nach nur einer Saison als Tabellenletzter wieder in die Segunda División B absteigen.
Zur Saison 2016/17 wechselte Jon Iru zum Drittligisten Real Murcia.

## Persönliches
Jon Irus Vater Francisco (* 1962) war als Torhüter unter anderem für Athletic Bilbao und den CA Osasuna aktiv. Sein Onkel Aitor (* 1968) spielte für SD Compostela in der Primera División.